# Beseño
Beseño (llamada oficialmente San Cristovo de Beseño) es una parroquia española del municipio de Touro, en la provincia de La Coruña, Galicia.

## Otras denominaciones
La parroquia también se denomina San Cristobo de Beseño o San Cristóbal de Beseño.

## Entidades de población
Entidades de población que forman parte de la parroquia:
- A Gordela
- A Maroxa
- A Pica
- Barrido
- Bayobre[5] (Baiobre)
- Beseño de Abajo (Beseño de Abaixo)
- Beseño de Arriba
- Forte (O Forte)
- La Iglesia[6] (A Igrexa)
- Murgás
- Oca de Abajo (Oca de Abaixo)
- Oca de Arriba
- Tarrío
- Vilanova

## Demografía
| Gráfica de evolución demográfica de Beseño entre 2000 y 2019 |
|                                                              |
| Datos según el nomenclátor publicado por el INE.             |